# Videograbadora

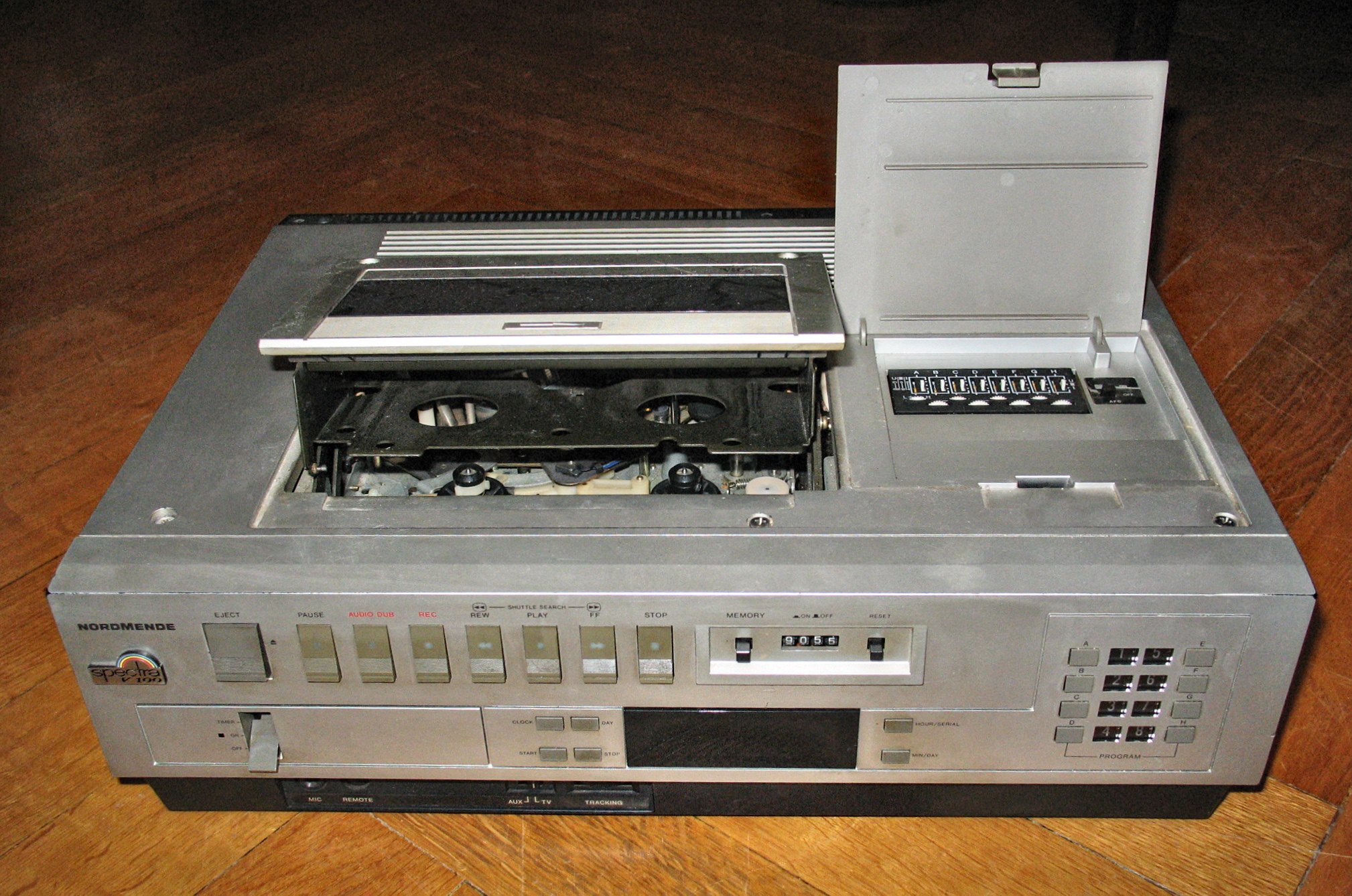
Videograbadora VHS Nordemende spectra V100

Una videograbadora (en Hispanoamérica), videograbador (en España), videocasetera, vídeo, videocaset o VCR (sigla del inglés video cassette recorder) es un tipo de magnetoscopio de uso industrial, que utiliza una videocinta extraíble que contiene una cinta magnética para grabar audio y video de una señal de televisión o de otra videograbadora, de modo que pueda ser reproducido posteriormente. Muchos VCR poseen su propio sintonizador (para la recepción directa de la televisión) y un temporizador programable que permiten grabar la emisión de un canal en concreto durante un tiempo determinado.

## Historia

### Primeras máquinas y formatos
La historia de las videograbadoras es inmediatamente posterior a la grabación en cinta de vídeo en general. Ampex introdujo la primera grabadora de cinta de vídeo comercialmente exitosa en 1956. Se le conocía como el formato 2" Quadruplex, que utilizaba una cinta de 5.1 centímetros (dos pulgadas). Debido a su precio en el mercado de 50.000 US$ , 2" Quadruplex solo podía ser adquirido por cadenas de televisión y grandes estaciones individuales. Sony lanzó en 1963 el primer VTR reel-to-reel dirigido a negocios, estudios médicos, aerolíneas, y al sector educativo. Las compañías Ampex y RCA lanzaron luego en 1965 su propia versión VTR reel-to-reel monocromo con un precio por debajo de los US$1,000 para el mercado doméstico. Para casa servían muy bien.

#### Sony U-matic
El desarrollo de las cintas de video surgió como consecuencia del reemplazo por cintas de otros sistemas de carrete en artículos del consumidor: los casetes compactos de audio y los cartuchos Instamatic en 1963, y el cartucho de películas casero Súper 8 en 1966. Sony demostró un prototipo de videocinta en octubre de 1969, luego trabajo por establecer un estándar para marzo de 1970 con siete socios manufactureros. El resultado, el sistema de Sony U-matic, introducido en Tokio en septiembre de 1971, fue el primer formato de videocinta comercial en el mundo. Sus cartuchos se asemejan a una versión más grande de las futuras cintas VHS, utilizaban una cinta de 1.9 cm (3/4 de pulgada) y tenían un máximo de reproducción de 90 minutos. Sony también introdujo dos máquinas (el reproductor de videocintas VP-1100 y la videograbadora VO-1700) para usar estas nuevas cintas. U-matic, con su sistema de uso fácil, hizo que otros sistemas de videocintas pasaran a estar obsoletos rápidamente en Japón y los Estados Unidos.

#### Formato "VCR" de Philips

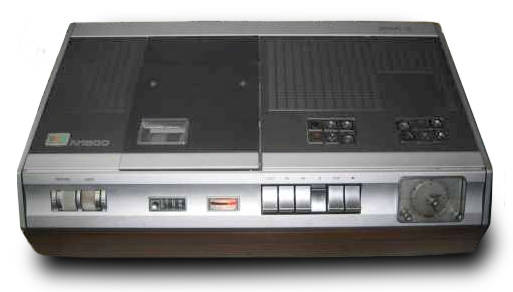
Una videograbadora N1500, con gabinete de madera.

En 1972 la compañía neerlandesa de electrónica Philips desarrolló un formato de videocinta para el hogar. Philips nombró a su formato "VCR" (aunque también era llamado "N1500"). El formato fue también apoyado por Grundig y LOEWE. Utilizaba un casete cuadrado y una cinta de media pulgada (1.3 cm), permitiendo un tiempo de grabación de una hora. El primer modelo, disponible en el Reino Unido en 1972, estaba equipado con un contador de tiempo que utilizaba diales rotatorios. Con un costo de casi £600, resultaba un sistema sumamente caro y apenas fue acogido como sistema doméstico. Sin embargo, más adelante lanzaron una versión de cinta de larga duración conocida como "VCR-LP" o N1700, que utilizaba las mismas cintas y que se vendió relativamente bien en escuelas y universidades.

#### Avco Cartrivision
El sistema Avco Cartrivision, una combinación de televisión y VCR de Cartridge Television Inc. que se vendía en US$1,600, fue la primera videograbadora en tener cintas pregrabadas de películas populares disponibles para alquiler. Al igual que el formato VCR de Philips, el casete cuadrado de Cartrivision tenía dos carretes de cinta de media pulgada montado uno encima de otro que podían grabar hasta 114 minutos. Esto se debía al uso de compresión de video que grababa cada tercio de campo de video y lo reproducía otra vez tres veces. Videocasetes de películas conocidas de la época como Bridge on the River Kwai y Guess Who's Coming to Dinner podían ser solicitadas mediante un catálogo a un minorista y era enviado por correo y luego de verla debía ser devuelto al minorista. Otros videocasetes con temas deportivos, viajes, arte y otros, estaban disponibles para la compra. También estaba disponible en el mercado una cámara monocroma para realizar videos caseros. Cartrivision comenzó a venderse en junio de 1972, principalmente en las tiendas por departamento Sears y Montgomery Ward en los Estados Unidos. Dejó de venderse tres meses después debido a que obtuvo bajas ventas. Más adelante, se descubrió que las cintas de Cartivision que habían sido almacenadas en un almacén se habían desintegrado.

### Finales de los años 1970: Éxito de mercado
No fue hasta entrada la década de 1970 que las compañías europeas y japonesas desarrollaron máquinas técnicamente más avanzadas con contadores de tiempo más avanzados y cintas de mayor duración, fue entonces cuando el VCR comenzó a convertirse en un producto de consumo masivo. Para 1980 existían tres estándares técnicos en competencia, con diferencias y videocasetes físicamente incompatibles.

#### VHS vs. Betamax: La guerra de los formatos

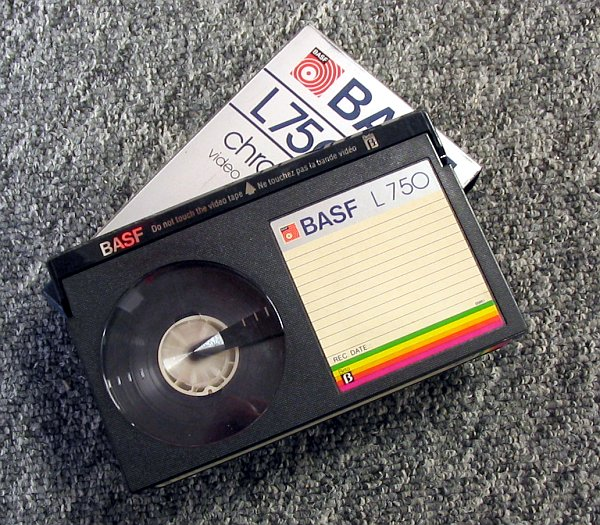
Betamax

Los dos estándares más conocidos fueron: Betamax de Sony (también conocido como Betacord o simplemente Beta), y el VHS de JVC, quienes batallaron por las ventas en lo que se conocería posteriormente como la original y definitiva guerra de los formatos. 
Betamax fue el primero en ser lanzado al mercado en noviembre de 1975 y fue criticado por muchos al ser demasiado sofisticado tecnológicamente. Sin embargo el formato rival: VHS (presentado en septiembre de 1976) que contaba con mayores tiempos de grabación y era más fácil de ser aceptada, particularmente en el negocio de alquiler de cintas. VHS empezó a tomar ventaja, y cada vez salieron más grabadores de VHS y más películas en este formato, dejando de esta manera a Betamax fuera del mercado consumidor.
(Un sistema llamado Betacam permanece aún en uso para equipos de grabación profesional de alta calidad, aunque ahora está siendo reemplazado por los formatos de cinta digital.)
Se han dado varias razones para el fracaso del formato Beta:
- Algunos indican que VHS ganó porque desde el principio contaba con el doble de tiempo de grabación, dado que el formato Beta estaba limitado a una hora de grabación aunque pronto fue remplazado por la versión Beta II que permitía dos horas de grabación. Beta I ya estaba obsoleto cuando llegó a Europa en 1978.

- Otros atribuyen el éxito del VHS a la gran disponibilidad de pornografía en este formato, reflejando la larga tradición que muestra que la pornografía es la fuerza conductora que impone los nuevos formatos (el Internet viene a ser un ejemplo obvio).

- JVC y Sony usaron diferentes modelos de marketing para su tecnología: JVC licenció su tecnología VHS a otras compañías de electrónica como Zenith y RCA, los cuales produjeron VCRs de bajo costo, enriqueciendo de esta manera a JVC a través de los derechos pagados por su licencia. Por otro lado, pocas compañías fueron licenciadas para producir equipos Beta.

#### Philips Video 2000

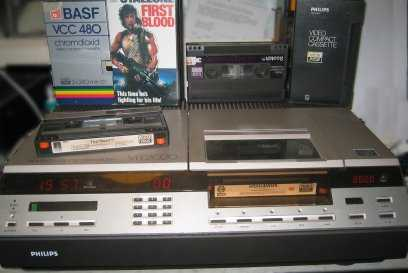
Grabadora de videocasete de formato Philips V2000.

Un tercer formato Video 2000, o V2000 (también conocido como "Casete compacto de video" fue introducido por Philips en 1978, y fue vendido en Europa y en Argentina. Contaba con un posicionamiento de cabezal piezoeléctrico para ajustar dinámicamente el tracking de la cinta. Los casetes V2000 tenían dos caras, y al igual que en los casetes de audio, tenían que ser extraídos hacia arriba cuando había trascurrido la mitad de su tiempo de grabación. La cinta de media pulgada contenía dos tracks paralelos de un cuarto de pulgada, uno para cada lado. Tenía un tiempo de duración de cuatro horas por lado. V2000 llegó al mercado después que sus dos rivales, y sus características limitadas y una reputación de falta de fiabilidad asegurada solo limitó las ventas antes de que fuera cancelado en 1985.

### La batalla en los juzgados
A principios de 1980, la industria cinematográfica de EE. UU. pelearon para suprimir el aparato del mercado consumidor por supuestas violaciones de derechos de autor. En el caso Sony Corp. of America v. Universal City Studios, Inc., la Corte Suprema de los Estados Unidos ordenó que el aparato fuera permitido solo para uso privado, de esta manera se garantizaba la aceptación en el mercado. En los años siguientes, la industria cinematográfica descubrió que la grabación en video incrementaba la venta de sus productos .
Sin embargo, las cadenas de televisión encontraron en la difusión de la televidentes tienen la posibilidad de poner pausa (detener momentáneamente la cinta) para omitir la grabación de los cortes comerciales que interrumpan la transmisión del programa o película que estén grabando, y de esta manera realizar grabaciones completamente depuradas y limpias de cortes comerciales.

### ¿El principio del fin?
A finales de los años 90 y principios del 2000, el DVD gradualmente se impuso sobre el VHS como el formato más popular para reproducción de videos pregrabados. A la fecha abril de 2019 es posible encontrar empresas especializadas en conversión de formatos de video analógico a digital. Los grabadores de DVD y otros grabadores de video digital como TiVo han empezado recientemente a bajar su precio en países desarrollados. El alquiler de DVD en los Estados Unidos superó por primera vez al VHS en junio del 2003, y en 2006, el presidente de distribuidores de video software asociados, predijo que sería el último año para lanzamientos importantes en VHS.

## Prevención de infracciones de derechos de autor
Presentado en 1983, Macrovision es un sistema que reduce la calidad de grabado hecha de cintas de video comerciales, DVD y pago por visión, para ello difunden la señal de video añadiendo picos aleatorios de luminancia durante el blanqueamiento vertical. Esto confunde el ajuste de nivel automático de grabado del VCR causando que el brillo de la imagen cambie constantemente, dejando una grabación incapaz de verse.
Cuando se crea una copia de un videocasete protegido contra copias, la señal distorsionada Macrovision es almacenada en la misma cinta por un equipo de grabado especial. Por el contrario, en los DVD hay solo un marcador que solicita al aparato que produzca tal distorsión durante la reproducción. Todos los reproductores de DVD incluyen esta protección y obedecen al marcador, aunque de forma no oficial muchos modelos pueden ser modificados o ajustados para deshabilitar esta opción.
El sistema de protección Macrovision puede fallar al trabajar en VCRs antiguos, usualmente debido a la carencia de un sistema AGC. Solo los VHS y S-VHS (y grabadores de DVD) son susceptibles a esta señal, generalmente máquinas de otros formatos de cinta no son afectados. Los VCRs usados de manera profesional cuentan con un sistema AGC ajustable, un circuito específico "Macrovision" o Digital Timebase Corrector (corrector de base de tiempos o TBC) y pueden copiar las cintas protegidas preservando o no la protección. Estos VCRs son generalmente caros y son vendidos exclusivamente a profesionales certificados (editores de video, estaciones de televisión, etc) controlando de esta manera los canales de distribución para prevenir que sean usados para producir copias ilícitas.

## Variantes
Además del VCR casero estándar, con el pase de los años se han producido un gran número de variantes. Estas incluyen aparatos "todo en uno" tales como televideo (un aparato con funcionalidad de TV y VCR).
También se vendieron VCRs con doble casetera, aunque con poco éxito.
Algunos Camcorders también integraron un sistema VCR. La mayoría de ellos usaban formatos de videocasete más pequeños, casi de 8mm, VHS-C, o MiniDV, aunque algunos modelos antiguos soportaban VHS y Betamax de tamaño original.

## Nuevos medios

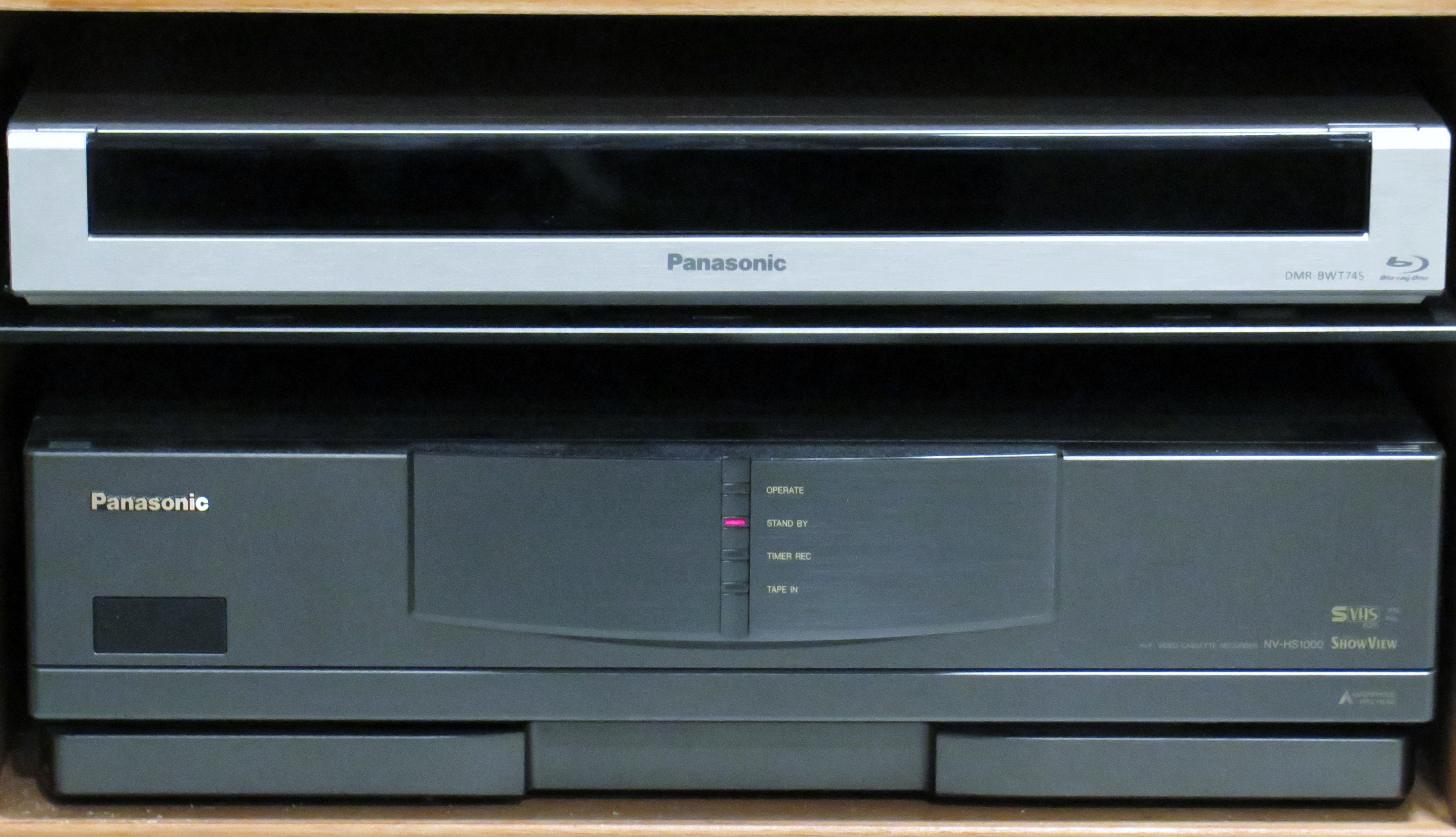
Arriba: videograbadora Blu-ray con HDD PANASONIC DMR-BWT 745; abajo: videograbadora VHS PANASONIC NV-HS1000EGC

El formato S-VHS fue introducido para dar nuevos bríos al alicaído VCR, pero no tuvo suficiente acogida en el mercado, debido a los altos precios iniciales de los reproductores y las cintas. Para la época en que JVC bajó los precios de los aparatos S-VHS y cintas, la llegada del nuevo formato de video digital marcó el final del desarrollo de tecnologías de cintas analógicas.
Para grabación de videos caseros, se popularizaron los grabadores personales de video (tales como TiVo, Mythtv, Sky+ y ReplayTV) y los grabadores de DVD recorder, aunque sólo reemplazaron lentamente al VCR. Es más, TiVo trabaja con VCR's que pueden ser usados para almacenar grabaciones PVR. Sin embargo, la introducción de DVD regrabables con suficiente capacidad de grabación y con la ventaja de acceso aleatorio puede significar el final del VCR, sobre todo ahora que los precios están bajando.
El principal inconveniente del DVD regrabable no es la tecnología en sí misma, sino los formatos de los discos. En la actualidad hay tres tipos de discos DVD regrabables: DVD +, DVD - (ambos en versiones para una solo grabación la igual que versiones regrabables) y DVD-RAM (que es siempre regrabable y siempre confundido con DVD -). Los tres son producidos por diferentes empresas de electrodomésticos y ninguna muestra ningún signo de estar ganando en el mercado consumidor. Sin embargo muchos reproductores de DVD no son capaces de grabar en DVD+ y DVD-.
Otra importante desventaja de la grabación de DVD es que un DVD está limitado a dos horas de grabación si se desea que la calidad no se reduzca considerablemente (hay que tener en cuenta que la calidad es muchísimo mejor que el VHS, a calidad similar el tiempo de grabación aumenta considerablemente), mientras que las cintas VHS grababan hasta 210 minutos (reproducción estándar) en zonas NTSC y cerca de 300 minutos en zonas PAL. La difusión de los DVD regrabables de dos capas reduce esta desventaja, pero el costo lo convierte en un producto casi prohibitivo, comparado con los discos estándar de una capa.

## Las funciones habituales de los vídeos domésticos

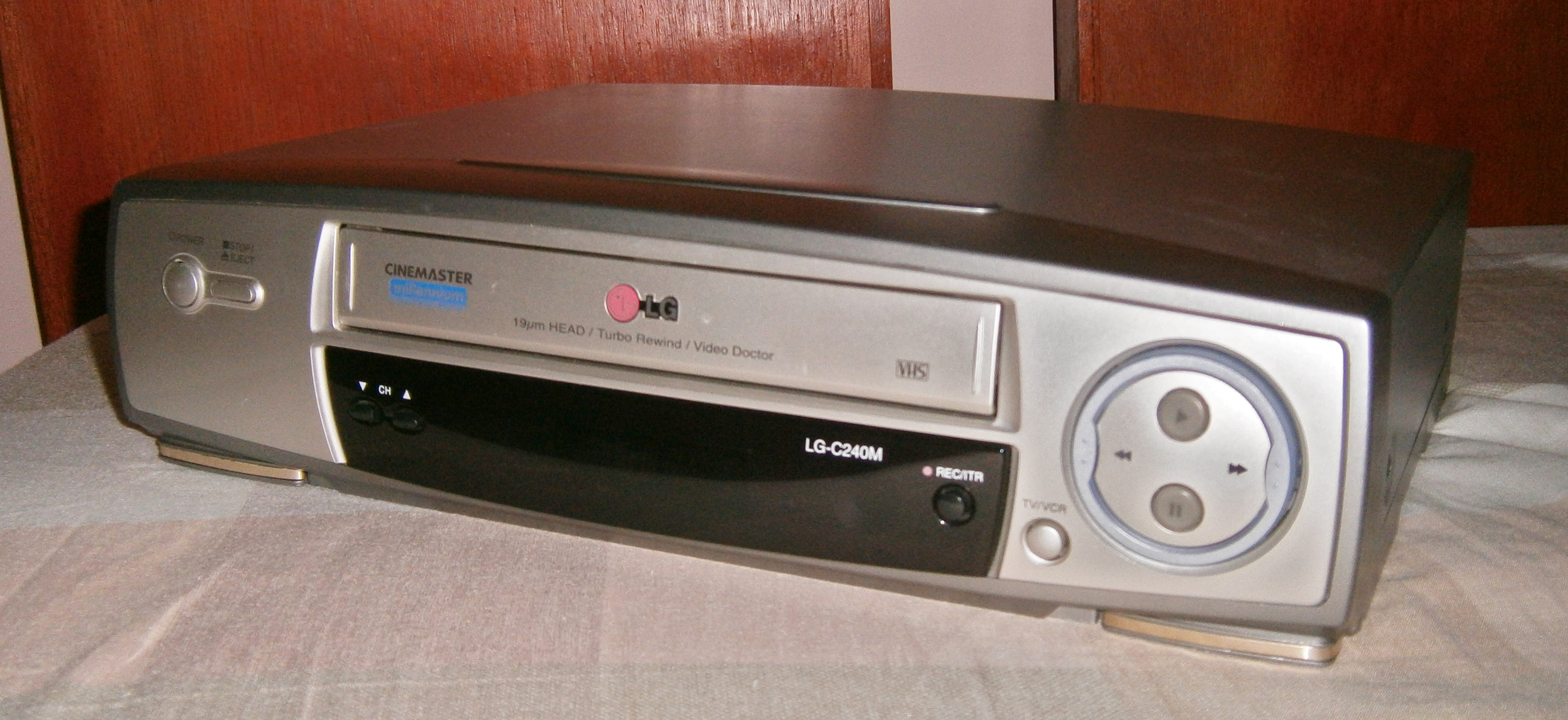
Videograbadora LG VHS "circa 2001".

- Reproducción normal y lenta, congelar la imagen, rebobinar, avanzar y parar.
- Predicción del tiempo restante real en la cinta y tiempo real transcurrido. Antes se indicaba un valor relacionado con el número de giros de la cinta. Al variar el diámetro de la cinta enrollada también variaba la velocidad de la cinta en relación con las revoluciones.
- Puesta en hora automática con el teletexto.
- Programación
  - Programación del inicio y final de la grabación.
  - OTR (One Touch Recording): Programación rápida. Se le da al REC y según el número de veces que se le vuelva a dar se para en 30',60', etc.
  - Showview. Mediante unos códigos en las revistas de programación se puede pueden programar los videos que poseen esta función. Tiene el inconveniente de que hay sintonizar las cadenas en los canales preestablecidos, sino grabara la cadena equivocada.
- Búsqueda
  - Búsqueda indexada. A la cinta se le pueden hacer marcas, para luego situar la cinta directamente en alguna de esas posiciones automáticamente. En algunos modelos solo se pueden hacer al empezar a grabar y normalmente son incompatibles entre los distintos aparatos.
  - También se le puede indicar el minuto exacto y que se pare en ese punto.

Cada vez son más habituales los videos digitales que poseen otras ventajas:
- Grabación y reproducción a la vez. Incluso se puede reproducir la grabación actual sin tener que pararla.
- Se puede aumentar la velocidad de reproducción ligeramente para alcanzar la emisión del programa.
- Eliminación automática de anuncios.
- La grabación de varios canales a la vez, es más sencilla. Se necesita una sintonizadora que pueda grabar varios canales a la vez, y un procesador y disco duro suficientemente rápidos.
- Se puede elegir la relación calidad/espacio ocupado.
- Rebobinado, posicionamiento y avance instantáneo.